# General Acha
General Acha – miasto w Argentynie, w prowincji La Pampa, stolica departamentu Utracán.
Według danych szacunkowych na rok 2010 miejscowość liczyła 12 184 mieszkańców.